# House 2: The Second Story
House 2: The Second Story (bra: A Casa do Espanto II; prt: House II - Uma Casa Alucinante 2) é um filme estadunidense do gênero comédia de terror lançado em 1987, dirigido e escrito por Ethan Wiley e produzido por Sean S. Cunningham.

## Sinopse
O jovem Jesse (Arye Gross) recebe de herança a casa onde nasceu e seus pais foram assassinados. Jesse retorna ao local junto de sua namorada Kate (Lar Park Lincoln) e de seu melhor amigo Charlie (Jonathan Stark) e sua namorada, Lana (Amy Yasbeck). Lá descobre um retrato de seu bisavô - que também se chama Jesse - que carrega um crânio humano de cristal cujos olhos estão preenchidos com diamantes. Jesse e Charlie decidem desenterrar o cadáver para ver se o crânio está enterrado junto. Porém, descobrem que o corpo ainda vive - foi conservado pelo poder que emana do crânio - e que o morto-vivo (Royal Dano) prefere ser chamado de Gramps. Gramps conta a Jesse e Charlie que a casa é, na verdade, um templo e que cada sala é uma passagem escondida que leva as pessoas a viajarem através do tempo e espaço. Gramps pede aos rapazes que o ajudem a defender o crânio das forças do mal, principalmente, o velho parceiro de Gramps, Bill "Slim" Razor. Jesse descobre que Bill é o assassino de seus pais e agora deve proteger o crânio ao mesmo tempo que deve dar um jeito nas confusões que Gramps cria.

## Elenco
- Arye Gross como Jesse
- Jonathan Stark como Charlie
- Royal Dano como Gramps
- Bill Maher como John
- John Ratzenberger como Bill
- Lar Park Lincoln como Kate
- Amy Yasbeck como Lana
- Dwier Brown como Clarence
- Gregory Walcott como Xerife
- Jayne Modean como Rochelle
- Lenora May como Judith

## Prêmios e indicações

### Indicações
Fantasporto
- Melhor filme: 1989

 Festival de Filmes Fantásticos de Paris
- Melhor filme: 1987

## Recepção pela crítica
Considerado mais leve que o filme anterior, House 2 não foi bem recebido pela crítica, mas fez sucesso, gerando mais uma sequência, e tornou-se um cult movie.

## Adaptação para os quadrinhos
Em outubro de 1987, a Marvel Comics fez uma adaptação do filme para os quadrinhos.